# 南足柄市
南足柄市（日语：／ Minamiashigara shi */?）位於日本神奈川县西部的一個城市。1972年4月1日實行市制。為神奈川縣中人口最少的市。

## 地理
位在箱根山的外輪山的東北側，市區分佈酒匂川支流之一的狩川旁。
北部聳立著丹澤山地，又因為接近相模灣而有南方吹來的溫暖海風，全年都偏溫暖。
因受到水的恩惠，而被日本國土交通省選為水鄉百選。因富士軟片、朝日啤酒等大企業都有工廠或技術研究所等設施建立於此，財政頗為充裕。
大部分的地區是覆蓋著以杉木為主森林的山區。

## 交通

### 鐵路
伊豆箱根鐵道
- 大雄山線：相模沼田站 - 岩原站 - 塚原站 - 和田河原站 - 富士軟片前站

## 姊妹城市
- 荷兰蒂尔堡（自1989年6月4日）